# Siévoz
Siévoz är en kommun i departementet Isère i regionen Auvergne-Rhône-Alpes i sydöstra Frankrike. Kommunen ligger i kantonen Valbonnais som tillhör arrondissementet Grenoble. År 2022 hade Siévoz 134 invånare.

## Befolkningsutveckling
Antalet invånare i kommunen Siévoz
Referens:INSEE